# 冪級数
数学において、（一変数の）冪級数（べききゅうすう、英: power series）あるいは整級数（せいきゅうすう、仏: série entière）とは
{\displaystyle \sum _{n=0}^{\infty }a_{n}\left(x-c\right)^{n}=a_{0}+a_{1}(x-c)^{1}+a_{2}(x-c)^{2}+\cdots }
の形の無限級数である。ここで an は n 番目の項の係数を表し、c は定数である。この級数は通常ある知られた関数のテイラー級数として生じる。
多くの状況において c（級数の中心 (center)）は 0 である。例えばマクローリン級数を考えるときがそうである。そのような場合には、冪級数は簡単な形
{\displaystyle \sum _{n=0}^{\infty }a_{n}x^{n}=a_{0}+a_{1}x+a_{2}x^{2}+\cdots }
になる。
これらの冪級数は主に解析学において現れるが、組合せ論においても（形式的冪級数の一種である母関数として）現れ、電気工学においても（Z変換の名の下で）現れる。実数のよく知られた十進表記もまた冪級数の例と見ることができる。係数は整数であり、引数 x は 1/10 に固定されている。数論における p 進数の概念もまた冪級数の概念と密接に関係している。

## 概要
冪級数の取り扱いには大きく分けて二つある。四則演算などの代数的性質のみに着目する形式冪級数と、関数などの解析的性質に着目する収束冪級数である。
数列 (an)n∈N が有限列であるとき、つまり適当な自然数 m があって、n＞mなら必ず an = 0 が成り立つような列であるとき、これを係数列とすることによって得られる形式冪級数
{\displaystyle f(x)=a_{0}+a_{1}x+a_{2}x^{2}+\cdots }
は実質的に有限個の項からなり、多項式である。
多項式に対してはその係数列の有限性から係数が 0 にならない添字の最大値 max{n∈N | an ≠ 0} として次数 deg(f) を考えることができたが、冪級数に対して同じことを考えるとほとんど全部の冪級数の次数は無限大であり、したがって、形式冪級数は形の上では多項式の次数を無限大に飛ばした類似物であると見ることができる一方で、形式冪級数に対して次数を考えてもほとんど何の役にも立たないということになる。形式冪級数に対して“多項式における次数”のような役回りを演じるのは、係数が 0 にならない添字の最小値 min{n∈N | an ≠ 0} である。多項式と形式冪級数との関係は有理数と実数（の無限小数展開）および p-進数（の p-進展開）との関係の類似であり、実際に冪級数を有限体上で考えれば、これら類似性は大域体とその局所化である局所体との関係として一般的に取り扱われる。
収束冪級数は形式冪級数にその収束域を考え合わせたもので、収束冪級数はその収束域上で関数を定める。特に複素解析において解析関数を取り扱う際に重要な役割を演じる。
数列の持つ性質を母関数によって調べる組合せ論的な手法では、得られる冪級数が収束することが、冪級数に操作を施して得られた数列の性質をすべて肯定することになるため、収束性の確認は重要である。にもかかわらず、数列にとっては母関数が“何らかの意味で”収束する点を（中心以外に）持ちさえすればよいので、母関数の収束性にそれほど注意が払われることもない。

## 例

指数関数（青色）と、そのマクローリン級数の最初の n + 1 項の和（赤色）。

任意の多項式は任意の中心 c のまわりの冪級数として容易に表すことができる。ただし係数のほとんどは 0 になる。冪級数は定義により無限個の項を持つからである。例えば、多項式 f(x) = x2 + 2x + 3 は中心 c = 0 のまわりの冪級数として
{\displaystyle f(x)=3+2x+1x^{2}+0x^{3}+0x^{4}+\cdots }
と書くことができ、また中心 c = 1 のまわりでは
{\displaystyle f(x)=6+4(x-1)+1(x-1)^{2}}{\displaystyle +0(x-1)^{3}+0(x-1)^{4}+\cdots \,}
と書け、他の任意の中心 c のまわりの冪級数としても書ける。冪級数を「無限次の多項式」のようなものとみなすことができる。冪級数は多項式ではないが。
幾何級数の公式
{\displaystyle {\frac {1}{1-x}}=\sum _{n=0}^{\infty }x^{n}=1+x+x^{2}+x^{3}+\cdots }
は、|x| < 1 に対して有効であるが、冪級数の最も重要な例の1つであり、任意の実数 x に対して有効な指数関数の公式
{\displaystyle e^{x}=\sum _{n=0}^{\infty }{\frac {x^{n}}{n!}}=1+x+{\frac {x^{2}}{2!}}+{\frac {x^{3}}{3!}}+\cdots }
や正弦関数の公式
{\displaystyle \sin(x)=\sum _{n=0}^{\infty }{\frac {(-1)^{n}x^{2n+1}}{(2n+1)!}}=x-{\frac {x^{3}}{3!}}+{\frac {x^{5}}{5!}}-{\frac {x^{7}}{7!}}+\cdots }
もそうである。これらの冪級数はテイラー級数の例でもある。
負冪は冪級数においては許されていない。例えば、{\displaystyle 1+x^{-1}+x^{-2}+\cdots } は冪級数とは考えない（ローラン級数ではあるが）。同様に、{\displaystyle x^{1/2}} のような分数冪も許されていない（がピュイズー級数を参照）。係数 an が x に依存することは許されていない。したがって例えば
{\displaystyle \sin(x)x+\sin(2x)x^{2}+\sin(3x)x^{3}+\cdots \,}
は冪級数ではない。

## 収束半径
冪級数は変数 x がある値のときには収束し、別の値のときには発散するかもしれない。(x − c) の冪によるすべての冪級数 f(x) は x = c において収束する。（正しい値 f(c) = a0 を得るには数式 00 を 1 と解釈しなければならない。）c が唯一の収束点でなければ、必ず 0 < r ≤ ∞ なるある数 r が存在して、級数は |x − c| < r のときにはいつでも収束し、|x − c| > r のときにはいつでも発散する。この数 r をその冪級数の収束半径 (radius of convergence) と呼ぶ。一般に収束半径は次で与えられる：
{\displaystyle r=\liminf _{n\to \infty }\left|a_{n}\right|^{-{\frac {1}{n}}},}
あるいは同じことだが
{\displaystyle r^{-1}=\limsup _{n\to \infty }\left|a_{n}\right|^{\frac {1}{n}}.}
（これはコーシー・アダマールの定理であり。記号の説明は上極限と下極限を参照。）それを計算する速い方法は
{\displaystyle r^{-1}=\lim _{n\to \infty }\left|{a_{n+1} \over a_{n}}\right|}
である（ただしこの極限が存在するときに限る）。
級数は |x − c| < r に対して絶対収束し、{x : |x − c| < r} の任意のコンパクト部分集合上一様収束する。つまり、級数は収束円板の内部において絶対かつコンパクト収束する。
|x − c| = r に対しては、級数が収束するか発散するかの一般的なステートメントを述べることは出来ない。しかしながら、実変数の場合には、級数が x において収束するならば級数の和は x において連続である（ただしｃからｘに向かう側だけにおける片側の連続）というアーベルの定理がある。複素変数の場合には、c と x を結ぶ線分に沿っての連続性しか主張できない。

## 冪級数の操作

### 加法と減法
2つの関数 f と g が同じ中心 c のまわりの冪級数で書かれているとき、それらの関数の和や差の冪級数は項ごとの加法と減法によって得られる。つまり、
{\displaystyle f(x)=\sum _{n=0}^{\infty }a_{n}(x-c)^{n}}
{\displaystyle g(x)=\sum _{n=0}^{\infty }b_{n}(x-c)^{n}}
であるとき、
{\displaystyle f(x)\pm g(x)=\sum _{n=0}^{\infty }(a_{n}\pm b_{n})(x-c)^{n}}
である。

### 乗法と除法
上と同じ定義で、関数の積と商の冪級数は以下のように得られる：
{\displaystyle {\begin{aligned}f(x)g(x)&=\left(\sum _{n=0}^{\infty }a_{n}(x-c)^{n}\right)\left(\sum _{n=0}^{\infty }b_{n}(x-c)^{n}\right)\\&=\sum _{i=0}^{\infty }\sum _{j=0}^{\infty }a_{i}b_{j}(x-c)^{i+j}\\&=\sum _{n=0}^{\infty }\left(\sum _{i=0}^{n}a_{i}b_{n-i}\right)(x-c)^{n}.\end{aligned}}}
数列 {\displaystyle m_{n}=\sum _{i=0}^{n}a_{i}b_{n-i}} は数列 an と bn の畳み込みと呼ばれる。
除法については、
{\displaystyle {f(x) \over g(x)}={\sum _{n=0}^{\infty }a_{n}(x-c)^{n} \over \sum _{n=0}^{\infty }b_{n}(x-c)^{n}}=\sum _{n=0}^{\infty }d_{n}(x-c)^{n}}
{\displaystyle f(x)=\left(\sum _{n=0}^{\infty }b_{n}(x-c)^{n}\right)\left(\sum _{n=0}^{\infty }d_{n}(x-c)^{n}\right)}
として、上を用い、係数を比較する。（零ではない初めてのa_nの添え字が零ではない初めてのｂ_nの添え字よりも"以上"になっていなければ、除法は冪級数を与えないことに注意。）

### 微分と積分
関数が冪級数として与えられると、それは収束領域の内部で微分可能である。それは極めて容易に微分および積分ができる。各項ごとに扱えばよい：
{\displaystyle f^{\prime }(x)=\sum _{n=1}^{\infty }a_{n}n\left(x-c\right)^{n-1}=\sum _{n=0}^{\infty }a_{n+1}\left(n+1\right)\left(x-c\right)^{n}}
{\displaystyle \int f(x)\,dx=\sum _{n=0}^{\infty }{\frac {a_{n}\left(x-c\right)^{n+1}}{n+1}}+k=\sum _{n=1}^{\infty }{\frac {a_{n-1}\left(x-c\right)^{n}}{n}}+k.}
（ただしここでｋは不定積分の積分定数を表している）
これら項別に微分あるいは積分して得られた級数はどちらももとの級数と同じ収束半径を持つ。

## 解析関数
R あるいは C の開集合上定義された関数 f が解析的 (analytic) であるとは、局所的に収束冪級数によって与えられることをいう。つまり、すべての a ∈ U はある開近傍 V ⊆ U を持ち、a を中心に持つ冪級数ですべての x ∈ V に対して f(x) に収束するものが存在することをいう。
収束半径が正のすべての冪級数はその収束域の内部で解析的である。すべての正則関数は複素解析的である。解析関数の和や積は解析的であり、商も分母が非零である限り正則である。
関数が解析的であれば、無限回微分可能であるが、実の場合には逆は一般には正しくない。解析関数に対し、係数 an は
{\displaystyle a_{n}={\frac {f^{\left(n\right)}\left(c\right)}{n!}}}
と計算できる。ここで {\displaystyle f^{(n)}(c)} は f の c における n 階微分を表し、{\displaystyle f^{(0)}(c)=f(c)} である。これはすべての解析関数は局所的にテイラー級数によって表されることを意味する。
解析関数の大域的な形はその局所的な振る舞いによって次の意味で完全に決定される： f と g が同じ連結開集合 U 上定義された2つの解析関数で、ある元 c ∈ U が存在してすべての n ≥ 0 に対して f(n)(c) = g(n)(c) が成り立つとき、すべての x ∈ U に対して f(x) = g(x) である。
収束半径 r の冪級数が与えられると、級数の解析接続を考えることができる。つまり { x : |x − c| < r } よりも（一般的には）大きい集合上で定義され、この集合上では与えられた冪級数に一致するような解析関数 f を考えることができる。そのとき収束半径 r は、ｃを中心として級数の解析接続ｆが解析的ではない複素数の点ｘを周上に持つような最小の円板の半径になる。冪級数が収束する範囲の複素円板をその級数の収束円と呼ぶ。（冪級数によってはその収束円がその冪級数の定義する解析関数の自然境界となっていてそれを超えた解析接続がまったく行えないものもある。）
解析関数の逆関数の冪級数展開はラグランジュの反転定理を用いて決定することができる。

## 形式的冪級数
抽象代数学において、冪級数の本質を、実数や複素数の体に制限されることなく、また収束について議論する必要なく、捉えようと試みられる。これは形式的冪級数の概念、代数的組合せ論においてとても有益な概念、を導く。

## 多変数の冪級数
理論の拡張は多変数微積分学の目的のために必要である。ここで冪級数は
{\displaystyle f(x_{1},\dots ,x_{n})=\sum _{j_{1},\dots ,j_{n}=0}^{\infty }a_{j_{1},\dots ,j_{n}}\prod _{k=1}^{n}\left(x_{k}-c_{k}\right)^{j_{k}}}
の形の無限級数として定義される。ただし j = (j1, ..., jn) は自然数のベクトルであり、係数 a(j1,...,jn) は通常実数か複素数であり、中心 c = (c1, ..., cn) と引数 x = (x1, ..., xn) は通常実あるいは複素ベクトルである。記号 {\displaystyle \Pi } は総乗を表す。より便利な多重指数表記を用いてこれは
{\displaystyle f(x)=\sum _{\alpha \in \mathbb {N} ^{n}}a_{\alpha }\left(x-c\right)^{\alpha }}
と書くことができる。ただし {\displaystyle \mathbb {N} } は自然数全体の集合であり、したがって {\displaystyle \mathbb {N} ^{n}} は順序付けられた n 個の自然数の組全体の集合である。
そのような級数の理論は一変数の級数よりもトリッキーで、収束域は複雑である。例えば、冪級数 {\displaystyle \sum _{n=0}^{\infty }x_{1}^{n}x_{2}^{n}} は2つの双曲線の間の集合 {\displaystyle \{(x_{1},x_{2}):|x_{1}x_{2}|<1\}} で絶対収束する。（これは log 凸集合の例である、つまり {\displaystyle (x_{1},x_{2})} が上の領域に属するときの点 {\displaystyle (\log |x_{1}|,\log |x_{2}|)} 全体の集合は凸集合である。より一般に、c = 0 のとき、絶対収束領域の内部は常にこの意味で log 凸集合であることを示すことができる。）一方、この収束領域の内部では、通常の冪級数のときとまったく同様に、項別に微分・積分ができる。

## 冪級数のオーダー
α を冪級数 f(x1, x2, …, xn) に対する多重指数とする。冪級数 f のオーダー (order) は aα ≠ 0 なる最小の値 |α| と定義される。ただし f ≡ 0 のときは 0 と定義される。とくに、一変数 x の冪級数 f(x) に対して、f のオーダーは非零係数を持つ x の最小冪である。この定義は直ちにローラン級数に拡張される。